# 聖書注解書
聖書注解書（せいしょちゅうかいしょ、英語: Biblical Commentary）は聖書の本文に注釈をつけて説明した書物である。聖書を研究したり、牧師などの説教者が説教を作るときに読まれる。専門的に一語一語の意味を詳しく説明したものから、分かりやすく書かれた聖書講解書までさまざまなレベルのものがある。
チャールズ・スポルジョンは「良い注解書はコートを売ってでも買いなさい」といっている。後藤光三は、説教者は独善的聖書解釈に陥らないように注解書を調べる必要性を説いている。

## 各書についての注解書

### 新約聖書
- 『ローマ書講解』(カール・バルト)

## シリーズもの

### 古典
- 『カルヴァン聖書註解』(ジャン・カルヴァン)

### 日本語オリジナル
- 新約聖書註解、聖書図書刊行会
- 旧約聖書註解、聖書図書刊行会
- 新聖書注解（新約全3巻、旧約全4巻）、いのちのことば社
- 新聖書講解シリーズ（新約全12巻、旧約全19巻）、いのちのことば社
- 現代新約注解全書（刊行中）、新教出版社
- 21世紀聖書註解シリーズ（刊行中）、いのちのことば社
- 新共同訳 新約聖書注解（全2巻）、日本キリスト教団出版局
- 新共同訳 旧約聖書注解（全3巻、旧約聖書続編含む）、日本キリスト教団出版局
- 新共同訳 新約聖書略解、日本キリスト教団出版局
- 新共同訳 旧約聖書略解、日本キリスト教団出版局

### 翻訳
- ティンデル聖書注解、いのちのことば社
- ウィリアム・バークレー聖書註解シリーズ、ヨルダン社
- カルヴァン新約聖書注解
- カルヴァン旧約聖書注解
- EKK新約聖書註解

### 英語
- 新国際新約聖書注解
- 新国際ギリシア語聖書注解
- ワード聖書注解書(英:Word Biblical Commentary)
- ICC国際注解書シリーズ(英:International Critical Commentary)
- アンカー・バイブル
- ジャミーソン・フォーセット・ブラウン聖書注解(Jamieson-Fausset-Brown Bible Commentary)
- ヒエロニムス聖書注解(Jerome Biblical Commentary)
- ピラー新約聖書注解(Pillar New Testament Commentary)
- プルピット注解書Pulpit Commentary

## 一巻物
- 『新約聖書略解』(山谷省吾、高柳伊三郎、小川治郎編)日本基督教団出版局、1955年
- 『実用聖書注解』(1995年)→『新実用聖書注解』、いのちのことば社

## その他
- 松木治三郎『ローマ人への手紙（翻訳と解釈）』日本基督教団出版局、1966年